# Сомалия (батальон)
Батальон „Сомалия“ (на руски: Батальон «Сомали») е елитна сепаратистка военна част на самопровъзгласилата се Донецка народна република в Украйна, която се бие срещу армията на Украйна по време на войната в Донбас и руската инвазия през 2022 г. Пълното име на батальона е 1-ви отделен танков батальон „Сомалия“. Батальонът приема името „Сомалия“, тъй като според бившия му командир Михаил Толстих, членовете му са безстрашни, колкото сомалийците.
Частта е постоянно дислоцирана в Донецк и Макеевка. Настоящият командир е Тимур Курилкин.

## История
Батальонът „Сомалия“ е сформиран през 2014 г. и участва във войната в Донбас. Първоначално това е специална оперативна група към Министерството на отбраната на Донецката народна република, самопровъзгласила се отцепила се държава в Източна Украйна. През 2015 г. отцепилите се държави Донецка народна република и Луганска народна република и всички техни военни части са определени като терористични организации от Върховния съд на Украйна. Оттогава Службата за сигурност на Украйна преследва членовете на батальона.
През февруари 2017 г. командирът на частта Михаил Толстих („Гиви“) е убит в офиса си с ракетна установка RPO-A Shmel. Твърди се, че е бил убит от своите, защото е знаел кой е свалил Полет 17 на Малайзия Еърлайнс или че е бил убит от украинските сили.
Батальонът участва в обсадата на Мариупол заедно с руските сили по време на руската инвазия в Украйна през 2022 г. През април лидерът на Донецката народна република Денис Пушилин, награждава командира на батальон „Сомалия“, подполковник Тимур Курилкин и старши лейтенант Роман Воробьов за действията им в Мариупол.

## Оборудване
Батальонът разполага с танкове Т-64 и Т-72, бойни бронирани машини БМП-1, БТР-70, МТ-ЛБ и БРДМ-2, както и поддържаща артилерия, минохвъргачки и транспортни средства.